# Henricia ralphae
Henricia ralphae is een zeester uit de familie Echinasteridae.
De wetenschappelijke naam van de soort werd in 1958 gepubliceerd door Fell.